# Lijst van Tweede Kamerleden 1883-1884
Lijst van Tweede Kamerleden 1883-1884 geeft een overzicht van de leden van de Nederlandse Tweede Kamer in de periode tussen de periodieke verkiezingen van 1883 en de algemene verkiezingen van 1884. De zittingsperiode van de Tweede Kamer ging in op 17 september 1883 en eindigde op 10 oktober 1884 door ontbinding van de Tweede Kamer.
De Tweede Kamer telde 86 leden, die gekozen werden in 43 districten. Zij werden gekozen voor een termijn van vier jaar; om de twee jaar werd de helft van de Tweede Kamer vernieuwd.
| Naam                                        | partij/groepering      | district         | begindatum        | einddatum         | refs   |
| ------------------------------------------- | ---------------------- | ---------------- | ----------------- | ----------------- | ------ |
| Herman des Amorie van der Hoeven            | schaepmannianen        | Breda            | 17 september 1883 | 10 oktober 1884   | [ 2 ]  |
| Titus van Asch van Wijck                    | ARP                    | Zwolle           | 19-09-1881 [ f ]  | 10 oktober 1884   | [ 3 ]  |
| Antonius van Baar                           | bahlmannianen          | Eindhoven        | 19-09-1881 [ f ]  | 10 oktober 1884   | [ 4 ]  |
| Bernardus Bahlmann                          | bahlmannianen          | Tilburg          | 19-09-1881 [ f ]  | 10 oktober 1884   | [ 5 ]  |
| Jacob Bastert                               | conservatief-liberalen | Utrecht          | 17 september 1883 | 10 oktober 1884   | [ 6 ]  |
| Gerard Beelaerts van Blokland               | ARP                    | Tiel             | 17 september 1883 | 10 oktober 1884   | [ 7 ]  |
| Arnoldus van Berckel                        | schaepmannianen        | Delft            | 17 september 1883 | 10 oktober 1884   | [ 8 ]  |
| Willem Bergsma                              | kappeynianen           | Dokkum           | 17 september 1883 | 10 oktober 1884   | [ 9 ]  |
| Marinus Bichon van IJsselmonde              | ARP                    | Gouda            | 19-09-1881 [ f ]  | 30 september 1883 | [ 10 ] |
| Philippus van Blom                          | liberalen              | Sneek            | 17 september 1883 | 10 oktober 1884   | [ 11 ] |
| Pieter Blussé van Oud-Alblas                | liberalen              | Deventer         | 17 september 1883 | 10 oktober 1884   | [ 12 ] |
| Allard van der Borch van Verwolde           | ARP                    | Zevenbergen      | 29 juli 1884      | 10 oktober 1884   | [ 13 ] |
| Ferdinand Borret                            | bahlmannianen          | Tilburg          | 17 september 1883 | 10 oktober 1884   | [ 14 ] |
| Willem Brantsen van de Zijp                 | ARP                    | Zutphen          | 17 september 1883 | 10 oktober 1884   | [ 15 ] |
| Hubert Brouwers                             | bahlmannianen          | Roermond         | 17 september 1883 | 10 oktober 1884   | [ 16 ] |
| Jacob de Bruijn Kops                        | kappeynianen           | Alkmaar          | 17 september 1883 | 10 oktober 1884   | [ 17 ] |
| Age Buma                                    | kappeynianen           | Sneek            | 19-09-1881 [ f ]  | 10 oktober 1884   | [ 18 ] |
| Frederik van Bylandt                        | ARP                    | Amersfoort       | 17 september 1883 | 10 oktober 1884   | [ 19 ] |
| Jean Clercx                                 | bahlmannianen          | Boxmeer          | 17 september 1883 | 10 oktober 1884   | [ 20 ] |
| Jan Corver Hooft                            | conservatieven         | Almelo           | 17 september 1883 | 10 oktober 1884   | [ 21 ] |
| Eppo Cremers                                | liberalen              | Zuidhorn         | 19-09-1881 [ f ]  | 10 oktober 1884   | [ 22 ] |
| Alexander van Dedem                         | ARP                    | Zwolle           | 17 september 1883 | 10 oktober 1884   | [ 23 ] |
| Willem van Dedem                            | liberalen              | Hoorn            | 19-09-1881 [ f ]  | 10 oktober 1884   | [ 24 ] |
| Albertus van Delden                         | liberalen              | Deventer         | 19-09-1881 [ f ]  | 10 oktober 1884   | [ 25 ] |
| Herman Dijckmeester                         | liberalen              | Tiel             | 19-09-1881 [ f ]  | 10 oktober 1884   | [ 26 ] |
| Justus Dirks                                | liberalen              | Amsterdam        | 7 december 1883   | 10 oktober 1884   | [ 27 ] |
| Johannes Donner                             | ARP                    | Leiden           | 19-09-1881 [ f ]  | 10 oktober 1884   | [ 28 ] |
| Jacob Duyvis                                | liberalen              | Haarlem          | 15 september 1884 | 10 oktober 1884   | [ 29 ] |
| Daniël van Eck                              | liberalen              | Middelburg       | 19-09-1881 [ f ]  | 10 oktober 1884   | [ 30 ] |
| Jan Fabius                                  | ARP                    | Delft            | 19-09-1881 [ f ]  | 10 oktober 1884   | [ 31 ] |
| Warmold van der Feltz                       | liberalen              | Assen            | 17 september 1883 | 10 oktober 1884   | [ 32 ] |
| Jan van Gennep                              | liberalen              | Rotterdam        | 19-09-1881 [ f ]  | 10 oktober 1884   | [ 33 ] |
| Adriaan Gildemeester                        | liberalen              | Amsterdam        | 19-09-1881 [ f ]  | 10 oktober 1884   | [ 34 ] |
| Johan Gleichman                             | liberalen              | Amsterdam        | 17 september 1883 | 10 oktober 1884   | [ 35 ] |
| Karel Godin de Beaufort                     | ARP                    | Gouda            | 17 september 1883 | 10 oktober 1884   | [ 36 ] |
| Hendrik Goeman Borgesius                    | liberalen              | Winschoten       | 19-09-1881 [ f ]  | 10 oktober 1884   | [ 37 ] |
| Leopold Haffmans                            | bahlmannianen          | Boxmeer          | 19-09-1881 [ f ]  | 10 oktober 1884   | [ 38 ] |
| Willem van Heeckeren van Kell               | kappeynianen           | Zutphen          | 19-09-1881 [ f ]  | 10 oktober 1884   | [ 39 ] |
| Sybrand Hingst                              | kappeynianen           | Leeuwarden       | 19-09-1881 [ f ]  | 10 oktober 1884   | [ 40 ] |
| Pieter 't Hooft                             | ARP                    | Middelburg       | 25 september 1883 | 10 oktober 1884   | [ 41 ] |
| Samuel van Houten                           | liberalen              | Groningen        | 17 september 1883 | 10 oktober 1884   | [ 42 ] |
| Ulrich Huber                                | ARP                    | Gouda            | 28 november 1883  | 10 oktober 1884   | [ 10 ] |
| Idzerd van Humalda van Eysinga              | kappeynianen           | Dokkum           | 19-09-1881 [ f ]  | 16 april 1884     | [ 43 ] |
| Herman Insinger                             | conservatieven         | Almelo           | 19-09-1881 [ f ]  | 7 april 1884      | [ 44 ] |
| Klaas de Jong                               | kappeynianen           | Hoorn            | 17 september 1883 | 10 oktober 1884   | [ 45 ] |
| Willem van der Kaay                         | kappeynianen           | Alkmaar          | 19-09-1881 [ f ]  | 10 oktober 1884   | [ 46 ] |
| Jacob van Kerkwijk                          | liberalen              | Zierikzee        | 19-09-1881 [ f ]  | 10 oktober 1884   | [ 47 ] |
| Levinus Keuchenius                          | ARP                    | Gorinchem        | 17 september 1883 | 10 oktober 1884   | [ 48 ] |
| Herman Kist                                 | liberalen              | Amsterdam        | 19-09-1881 [ f ]  | 10 oktober 1884   | [ 49 ] |
| Maximilien Kolkman                          | schaepmannianen        | Nijmegen         | 6 mei 1884        | 10 oktober 1884   | [ 50 ] |
| Abraham van Laer                            | liberalen              | Almelo           | 26 mei 1884       | 10 oktober 1884   | [ 51 ] |
| Jerôme Lambrechts                           | bahlmannianen          | Roermond         | 19-09-1881 [ f ]  | 10 oktober 1884   | [ 52 ] |
| Franciscus Lieftinck                        | liberalen              | Leeuwarden       | 17 september 1883 | 10 oktober 1884   | [ 53 ] |
| Gijsbertus van der Linden                   | liberalen              | Dordrecht        | 19-09-1881 [ f ]  | 10 oktober 1884   | [ 54 ] |
| Æneas Mackay                                | ARP                    | Amersfoort       | 19-09-1881 [ f ]  | 10 oktober 1884   | [ 55 ] |
| Theodoor Mackay                             | ARP                    | Hilversum        | 17 september 1883 | 10 oktober 1884   | [ 56 ] |
| Rudolf Mees                                 | liberalen              | Rotterdam        | 17 september 1883 | 10 oktober 1884   | [ 57 ] |
| Willem de Meijier                           | kappeynianen           | Haarlem          | 17 september 1883 | 10 oktober 1884   | [ 58 ] |
| Charles Mirandolle                          | kappeynianen           | Haarlem          | 19-09-1881 [ f ]  | 21 juni 1884      | [ 59 ] |
| Carel van Nispen tot Sevenaer               | bahlmannianen          | Nijmegen         | 17 september 1883 | 3 april 1884      | [ 60 ] |
| Lucas Oldenhuis Gratama                     | liberalen              | Assen            | 19-09-1881 [ f ]  | 10 oktober 1884   | [ 61 ] |
| Joannes van Osenbruggen                     | liberalen              | Dordrecht        | 17 september 1883 | 10 oktober 1884   | [ 62 ] |
| Jozef Pompe van Meerdervoort                | ARP                    | Goes             | 19-09-1881 [ f ]  | 10 oktober 1884   | [ 63 ] |
| Frederic Reekers                            | schaepmannianen        | Haarlemmermeer   | 17 september 1883 | 10 oktober 1884   | [ 64 ] |
| Otto van Rees                               | liberalen              | Rotterdam        | 17 september 1883 | 20 januari 1884   | [ 65 ] |
| Anthonie Reuther                            | bahlmannianen          | Nijmegen         | 19-09-1881 [ f ]  | 10 oktober 1884   | [ 66 ] |
| Joan Röell                                  | liberalen              | Utrecht          | 19-09-1881 [ f ]  | 10 oktober 1884   | [ 67 ] |
| Karel Rombach                               | kappeynianen           | Brielle          | 17 september 1883 | 10 oktober 1884   | [ 68 ] |
| Gustave Ruijs de Beerenbrouck               | bahlmannianen          | Maastricht       | 17 september 1883 | 10 oktober 1884   | [ 69 ] |
| Derk de Ruiter Zijlker                      | liberalen              | Appingedam       | 17 september 1883 | 10 oktober 1884   | [ 70 ] |
| Jan Rutgers van Rozenburg                   | kappeynianen           | Amsterdam        | 17 september 1883 | 10 oktober 1884   | [ 71 ] |
| Alexander de Savornin Lohman                | ARP                    | Goes             | 17 september 1883 | 10 oktober 1884   | [ 72 ] |
| Herman Schaepman                            | schaepmannianen        | Breda            | 19-09-1881 [ f ]  | 10 oktober 1884   | [ 73 ] |
| Jan Schepel                                 | liberalen              | Appingedam       | 19-09-1881 [ f ]  | 10 oktober 1884   | [ 74 ] |
| Rutger Schimmelpenninck van Nijenhuis       | conservatieven         | 's-Gravenhage    | 19-09-1881 [ f ]  | 10 oktober 1884   | [ 75 ] |
| Alexander Schimmelpenninck van der Oye      | ARP                    | Arnhem           | 17 september 1883 | 10 oktober 1884   | [ 76 ] |
| Pierre van der Schrieck                     | bahlmannianen          | 's-Hertogenbosch | 17 september 1883 | 10 oktober 1884   | [ 77 ] |
| Hendrik Seret                               | ARP                    | Gorinchem        | 19-09-1881 [ f ]  | 10 oktober 1884   | [ 78 ] |
| Philipe van der Sleyden                     | liberalen              | Arnhem           | 19-09-1881 [ f ]  | 10 oktober 1884   | [ 79 ] |
| Wynandus Straetmans                         | bahlmannianen          | Maastricht       | 19-09-1881 [ f ]  | 10 oktober 1884   | [ 80 ] |
| Johannes Tak van Poortvliet                 | kappeynianen           | Amsterdam        | 19-09-1881 [ f ]  | 10 oktober 1884   | [ 81 ] |
| Gijsbert Thomassen à Thuessink van der Hoop | ARP                    | Steenwijk        | 17 september 1883 | 10 oktober 1884   | [ 82 ] |
| Petrus Vermeulen                            | bahlmannianen          | Eindhoven        | 17 september 1883 | 10 oktober 1884   | [ 83 ] |
| Herman Verniers van der Loeff               | liberalen              | Rotterdam        | 19 februari 1884  | 10 oktober 1884   | [ 84 ] |
| Willem Viruly Verbrugge                     | liberalen              | Rotterdam        | 19-09-1881 [ f ]  | 10 oktober 1884   | [ 85 ] |
| Antonius Vos de Wael                        | schaepmannianen        | 's-Hertogenbosch | 17 september 1883 | 10 oktober 1884   | [ 86 ] |
| Jan de Vos van Steenwijk                    | liberalen              | Winschoten       | 17 september 1883 | 10 oktober 1884   | [ 87 ] |
| Otto van Wassenaer van Catwijck             | ARP                    | Leiden           | 17 september 1883 | 10 oktober 1884   | [ 88 ] |
| Wilco van Welderen Rengers                  | liberalen              | Dokkum           | 28 mei 1884       | 10 oktober 1884   | [ 89 ] |
| Roeland van de Werk                         | liberalen              | Zevenbergen      | 19-09-1881 [ f ]  | 28 mei 1884       | [ 90 ] |
| Hendrikus Wichers                           | kappeynianen           | Amsterdam        | 19-09-1881 [ f ]  | 10 oktober 1884   | [ 91 ] |
| Willem Wintgens                             | conservatieven         | 's-Gravenhage    | 17 september 1883 | 10 oktober 1884   | [ 92 ] |
| Schelte Wybenga                             | liberalen              | Sneek            | 19-09-1881 [ f ]  | 10 oktober 1884   | [ 93 ] |

1815-1818 ·
1818-1821 ·
1821-1824 ·
1824-1827 ·
1827-1830 ·
1830-1833 ·
1833-1836 ·
1836-1839 ·
1839-1842 ·
1842-1845 ·
1845-1848 ·
1848-1849 ·
1849-1850 ·
1850-1852 ·
1852-1853 ·
1853-1854 ·
1854-1856 ·
1856-1858 ·
1858-1860 ·
1860-1862 ·
1862-1864 ·
1864-1866 ·
1866 (sep) ·
1866-1868 ·
1868-1869 ·
1869-1871 ·
1871-1873 ·
1873-1875 ·
1875-1877 ·
1877-1879 ·
1879-1881 ·
1881-1883 ·
1883-1884 ·
1884-1886 ·
1886-1887 ·
1887-1888 ·
1888-1891 ·
1891-1894 ·
1894-1897 ·
1897-1901 ·
1901-1905 ·
1905-1909 ·
1909-1913 ·
1913-1917 ·
1917-1918 ·
1918-1922 ·
1922-1925 ·
1925-1929 ·
1929-1933 ·
1933-1937 ·
1937-1946 ·
1946-1948 ·
1948-1952 ·
1952-1956 ·
1956-1959 ·
1959-1963 ·
1963-1967 ·
1967-1971 ·
1971-1972 ·
1972-1977 ·
1977-1981 ·
1981-1982 ·
1982-1986 ·
1986-1989 ·
1989-1994 ·
1994-1998 ·
1998-2002 ·
2002-2003 ·
2003-2006 ·
2006-2010 ·
2010-2012 ·
2012-2017 ·
2017-2021 ·
2021-2023 ·
2023-heden
Overzicht historische zetelverdeling